# Ranunculus keysseri
Ranunculus keysseri är en ranunkelväxtart som beskrevs av Schlechter och Friedrich Ludwig Diels. Ranunculus keysseri ingår i släktet ranunkler, och familjen ranunkelväxter. Inga underarter finns listade i Catalogue of Life.